# Meccanica dei materiali
La meccanica dei materiali è la disciplina che studia il comportamento meccanico dei materiali, al fine di una loro razionale utilizzazione in ambito strutturale e nella costruzione di macchine e componenti di concezione avanzata. Essa si propone in particolare di 
- migliorare le prestazioni di materiali già in uso;
- caratterizzare le effettive proprietà dei materiali stessi, impiegati nelle reali condizioni di servizio.
- studiare e comprendere come i materiali si deformano e si rompono quando vengono sottoposti a sollecitazioni, come la trazione, la compressione, la torsione o la flessione.

Tale disciplina rientra tra i temi di ricerca di molti settori della ingegneria (meccanica, civile, aeronautica, ecc.).